# Карашоки (сопка)
Карашоки́ каз. Қарашоқы — гора (сопка) у складі Казахського дрібносопковика. Розташована у південній його частині на території Актогайського району Карагандинської області.
Гора розташована між горою Оралбай на півночі, з якою вона з'єднана хребтом, та долиною річки Карасай на півдні.